# Sahara thuộc Tây Ban Nha

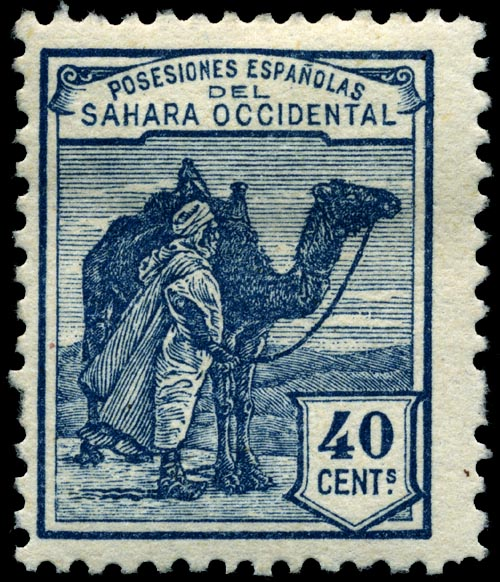
Con tem này được phát hành vào năm 1924.

Sahara thuộc Tây Ban Nha là tên đã được dùng cho lãnh thổ Tây Sahara ngày nay khi nó còn là lãnh thổ do Tây Ban Nha đô hộ từ năm 1884 đến 1975.

## Sự đô hộ
Vào năm 1884, Tây Ban Nha được thưởng một vùng đất ven biển là vùng đất Tây Sahara ngày nay tại Hội nghị Berlin, và bắt đầu thành lập các địa điểm thương mại và đưa quân đội vào. Biên giới của khu vực không được xác định rõ ràng cho đến khi có bản hiệp ước giữa Tây Ban Nha và Pháp vào đầu thế kỷ 20. Sahara thuộc Tây Ban Nha khi đó tạo thành từ lãnh thổ Río de Oro và Saguia el-Hamra thuộc Tây Ban Nha vào năm 1924. Nó không phải, và cũng có chính quyền riêng biệt, với khu vực được biết đến với tên Maroc thuộc Tây Ban Nha.
Xâm nhập vào lãnh thổ này vào năm 1884, Tây Ban Nha đã ngay lập tức gặp phải sự kháng cự quyết liệt từ những bộ lạc Sahrawi bản xứ. Một cuộc nổi loạn vào năm 1904 do thầy tu ở Smara đầy quyền lực, shaykh Ma al-Aynayn đã bị Pháp dập tắt vào năm 1910, nhưng sau đó là làn sóng của con cháu Ma al-Aynayn và những nhà chính trị khác.

## Lịch sử hiện đại

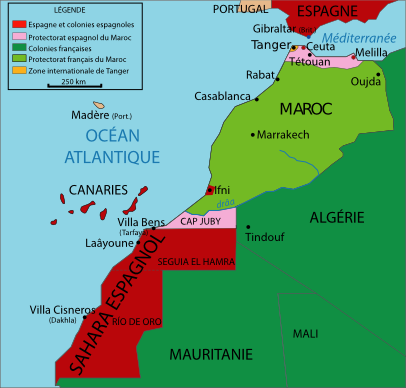
Sahara thuộc Tây Ban Nha

Do đó, Tây Ban Nha đã cho thấy họ không thể mở rộng quyền điều hành lên những khu vực sâu trong đất liền cho tới năm 1934. Khi tiến gần đến độc lập vào năm 1956, Maroc đã tuyên bố Sahara thuộc Tây Ban Nha là một phần của lãnh thổ trước thuộc địa của họ, vào năm 1957, Quân đội Giải phóng của Maroc gần như đã đánh đuổi được người Tây Ban Nha ra khỏi đất nước trong Chiến tranh Ifni. Người Tây Ban Nha chỉ có thể tái lập được quyền thống trị với sự hỗ trợ của Pháp vào năm 1958, và bắt tay vào một chiến thuật cứng rắn để trả thù hướng về vùng nông thôn, dùng vũ lực buộc định cư nhiều người du cư trước đây của Sahara thuộc Tây Ban Nha và tăng cường đô thị hóa, trong khi nhiều người khác bị buộc đi đày đến Maroc. Trong cùng năm đó, Tây Ban Nha trả tỉnh Tarfaya và Tantan cho Maroc.
Vào thập niên 1960, Maroc tiếp tục tuyên bố chủ quyền ở Sahara thuộc Tây Ban Nha và thành công trong việc liệt vùng đất này vào danh sách các vùng lãnh thổ cần phải phá bỏ chế độ thuộc địa. Vào năm 1969, Tây Ban Nha trả cho Maroc cùng Ifni, điều này sẽ duy trì sự quản lý của Tây Ban Nha đối với Sahara thuộc Tây Ban Nha.
Vào năm 1967, sự thuộc địa hóa của Tây Ban Nha lại bị thách thức lần nữa bởi một phong trào phản kháng ôn hòa, Harakat Tahrir, yêu cầu kết thúc sự chiếm đóng. Sau sự đàn áp bạo lực vào năm 1970 Zemla Intifada, chủ nghĩa quốc gia Sahrawi quay trở về nguồn gốc quân sự của nó, với việc thành lập Mặt trận Polisario vào năm 1970. Các du kích của Mặt trận phát triển nhanh chóng, và Tây Ban Nha đã mất đi sự kiểm soát hiệu quả ở vùng nông thôn vào đầu năm 1975. Một nỗ lực phá hoại sức mạnh của Polisario bằng cách tạo ra đối thủ chính trị hiện đại với nó, Partido de Unión Nacional Saharaui (PUNS), đã có ít thành công.
Tây Ban Nha tiếp tục kết nạp những thủ lĩnh bộ lạc bằng cách lập nên Djema'a, một cơ quan chính trị dựa rất thấp lên sự lãnh đạo của bộ lạc Sahrawi.
Tuy nhiên, ngay trước cái chết của độc tài người Tây Ban Nha Francisco Franco vào mùa đông năm 1975, Tây Ban Nha phải đương đầu với một chiến dịch đòi lãnh thổ mạnh mẽ của Maroc, và sự mở rộng ít hơn của Mauritanie, nổi lên tột cùng trong Diễu hành Xanh. Tây Ban Nha khi đó đã rút quân đội và người định cư của mình ra khỏi lãnh thổ, sau khi đàm phán vào năm 1975, một thỏa thuận tay ba với Maroc và Mauritania, từ đó cả hai nước sẽ cùng điều hành khu vực này. Mauritania sau đó rút lại lời tuyên bố sau khi đánh nhau thất bại với Polisario. Maroc liên hệ đến cuộc chiến với Mặt trận Polisario do Algeria chống lưng, mặc dù một lệnh ngừng bắn đã được đưa ra vào năm 1991, và lãnh thổ vẫn nằm trong sự tranh chấp.

## Tình trạng hiện nay
Liên Hợp Quốc xem Sahara thuộc Tây Ban Nha cũ là một lãnh thổ phi thực dân, với Tây Ban Nha là quyền lực điều hành hình thức. Những nỗ lực hòa bình của Liên Hợp Quốc đã nhắm tới tổ chức một cuộc trưng cầu ý dân về sự dộc lập trong dân cư Sahrawi, nhưng điều này vẫn chưa diễn ra. Liên minh châu Phi và ít nhất 41 chính phủ xem lãnh thổ là có chủ quyền, mặc dù bị chiếm đóng, là quốc gia dưới tên Cộng hòa Dân chủ Ả Rập Sahrawi (SADR), với một chính phủ lưu vong do Mặt trận Polisario hỗ trợ.